# Moleculaire mechanica

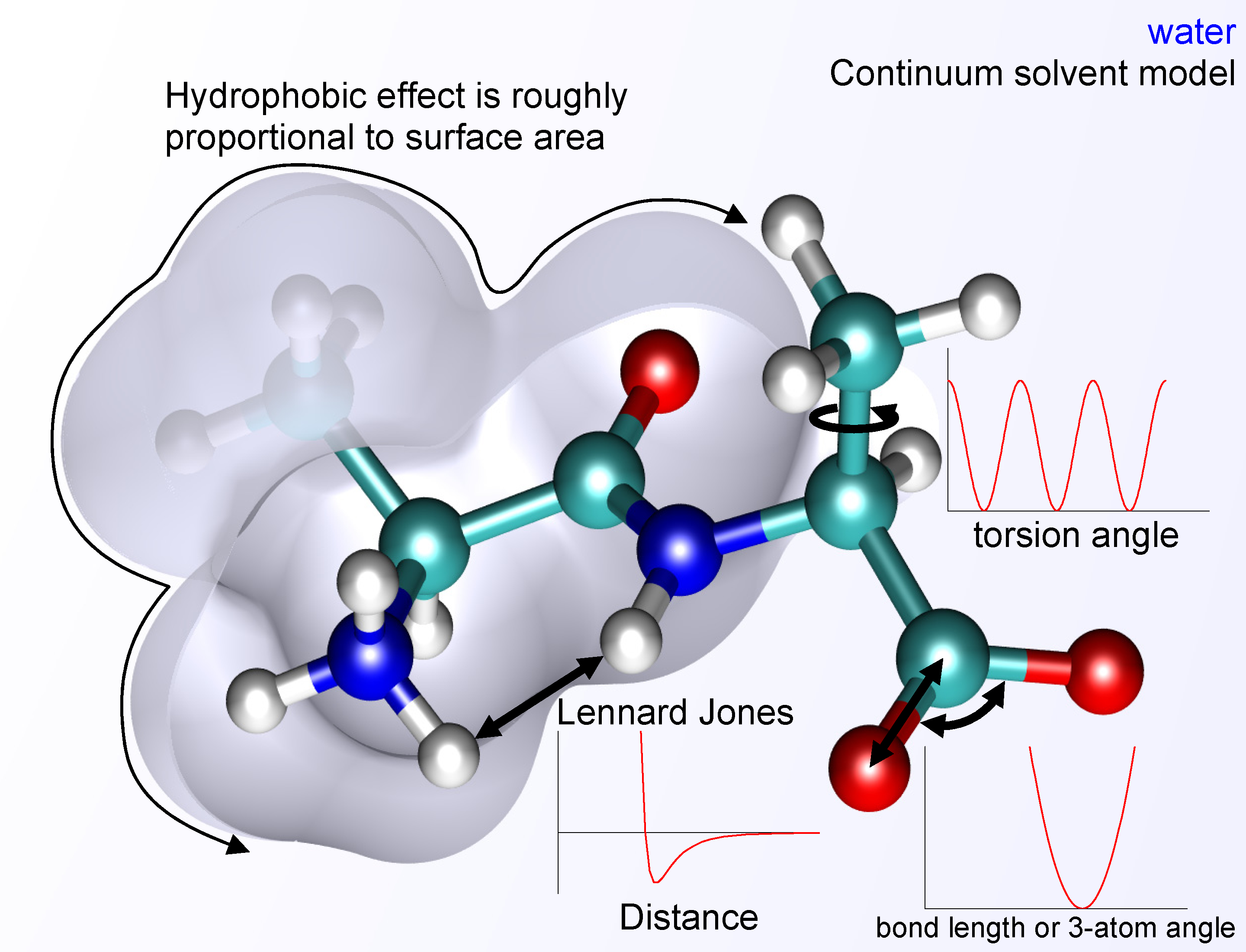
Moleculaire mechanica toegepast op een dipeptide.

Moleculaire mechanica of MM is een techniek waarbij in een computersimulatie het gedrag van moleculen wordt beschreven. De basis van de moleculaire mechanica wordt gevormd door een zogenaamd krachtveld een set empirische vergelijkingen die beschrijven hoe atomen zich in elkaars nabijheid gedragen. Vaak worden dat soort vergelijkingen opgesteld aan de hand van metingen aan moleculen, zoals met microgolfspectroscopie, of met behulp van berekeningen op basis van de kwantummechanische.

## Krachtvelden
De formules gebruikt voor krachtvelden zijn meestal verdeeld in twee delen. De covalente en de niet covalente interacties:
{\displaystyle \ E=E_{\text{covalent}}+E_{\text{noncovalent}}\,}
De covalente interacties beschrijven de bindingen in moleculen, deze is meestal verder onderverdeeld in bindingen hoeken en tweevlakshoeken. Niet covalente interacties worden meestal gesplitst in vanderwaals en electrostatische interacties. 

## Toepassingen
Moleculaire mechanica kan worden gebruikt om structuren van moleculaire systemen te optimaliseren, bijvoorbeeld van een eiwit. Dit gebeurt dan met behulp van een optimalisatiealgoritme. Daarnaast kunnen met moleculaire mechanica simulaties van chemische systemen worden gedaan die inzicht geven in de dynamica van een systeem. Veelgebruikte simulatie methode zijn moleculaire dynamica en metropolis Monte-Carlo simulaties. Als er genoeg datapunten verzameld worden bij deze simulaties kunnen er thermodynamische eigenschappen van het systeem worden berekend. Het is dan bijvoorbeeld mogelijk om het verschil in vrije energie tussen twee staten van een systeem te berekenen. Als dit soort simulaties wordt toegepast op systemen in de vloeibare fase kan oplosmiddel zowel expliciet worden gemodelleerd door bijvoorbeeld water moleculen ook met moleculaire mechanica te modelleren, maar er kan ook voor worden gekozen om impliciete oplosmiddel modellen te gebruiken.  
1. ↑  Christopher J. Cramer (2004). Essentials of computational chemistry : theories and models. Wiley, Chichester, West Sussex, England. ISBN 0-470-09182-7. Gearchiveerd op 25 mei 2022.